# 斯諾希爾島

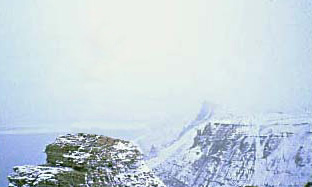

64°28′S 57°12′W / 64.467°S 57.200°W
斯諾希爾島（英語：Snow Hill Island）是南極洲的島嶼，屬於詹姆斯羅斯群島的一部分，位於南極半島以東的威德爾海，長35.1公里、寬15.7公里，面積340平方公里，最高點海拔高度396米，島上無人居住。